# Legnica Północna
Legnica Północna – stacja kolejowa w Legnicy, położona na linii kolejowej nr 362. Budynek stacyjny zlokalizowany został przy ul. Ścinawskiej, naprzeciwko dworca głównego, od strony północnej (stąd prawdopodobnie nazwa stacji). Perony nie były ani nie są zadaszone.

## Historia
Stacja uruchomiona 5 lutego 1898 przez właścicieli pierwszej w regionie prywatnej linii kolejowej (Kolej Legnicko-Rawicka SA – Liegnitz-Rawitscher Eisenbahn AG). Obsługiwała wyłącznie połączenia w kierunku Ścinawy, Rawicza, Kobylina. Od 1991 roku stacja jest nieczynna dla ruchu pasażerskiego.
Należący do Polskich Kolei Państwowych budynek dworca, w którym mieszczą się w nim pomieszczenia biurowe, został w 2017 roku wyremontowany.